# قائمة قرارات مجلس الأمن التابع للأمم المتحدة لعام 1969
تتضمن قائمة قرارات مجلس الأمن التابع للأمم المتحدة لعام 1969 جميع القرارات الصادرة عن مجلس الأمن التابع للأمم المتحدة خلال العام 1969.

## القائمة
| رقم القرار | الرمز            | نص القرار                         | موضوع القرار                   |
| ---------- | ---------------- | --------------------------------- | ------------------------------ |
| 263        | S/RES/263 (1969) | نص الوثيقة على موقع الأمم المتحدة | اللغات المستخدمة في مجلس الأمن |
| 264        | S/RES/264 (1969) | نص الوثيقة على موقع الأمم المتحدة | الوضع في ناميبيا               |
| 265        | S/RES/265 (1969) | نص الوثيقة على موقع الأمم المتحدة | الشرق الأوسط                   |
| 266        | S/RES/266 (1969) | نص الوثيقة على موقع الأمم المتحدة | قضية قبرص                      |
| 267        | S/RES/267 (1969) | نص الوثيقة على موقع الأمم المتحدة | الشرق الأوسط                   |
| 268        | S/RES/268 (1969) | نص الوثيقة على موقع الأمم المتحدة | الشكوى المقدمة من زامبيا       |
| 269        | S/RES/269 (1969) | نص الوثيقة على موقع الأمم المتحدة | ناميبيا                        |
| 270        | S/RES/270 (1969) | نص الوثيقة على موقع الأمم المتحدة | الشرق الأوسط                   |
| 271        | S/RES/271 (1969) | نص الوثيقة على موقع الأمم المتحدة | الشرق الأوسط                   |
| 272        | S/RES/272 (1969) | نص الوثيقة على موقع الأمم المتحدة | محكمة العدل الدولية            |
| 273        | S/RES/273 (1969) | نص الوثيقة على موقع الأمم المتحدة | الشكوى المقدمة من السنغال      |
| 274        | S/RES/274 (1969) | نص الوثيقة على موقع الأمم المتحدة | قضية قبرص                      |
| 275        | S/RES/275 (1969) | نص الوثيقة على موقع الأمم المتحدة | الشكوى المقدمة من غينيا        |

## المرجع
1. ↑  "Security Council Resolutions" (بالإنجليزية). الأمم المتحدة. Archived from the original on 2018-10-23. Retrieved 22 شباط / فبراير 2017. {{استشهاد ويب}}: تحقق من التاريخ في: |تاريخ الوصول= (help)